# Bitwa pod Gundet
Bitwa pod Gundet – starcie zbrojne, które miało miejsce w dniach 14–16 listopada 1875 między korpusem egipskim dowodzonym przez Adolpha Arendrupa, a siłami abisyńskimi króla Jana IV, zakończona zwycięstwem etiopskim.

## Tło
Oficjalnym powodem egipskiej ekspedycji było zaprowadzenie pokoju na pograniczu etiopsko-egipskim i definitywne wyznaczenie granicy między państwami. W istocie rzeczy Ismail Pasza zamierzał przejąć kontrolę nad Rogiem Afryki. Bezpośrednie zadania postawione przed dowódcą ekspedycji to wykonanie map Tigraju, wywarcie wpływu na miejscową ludność i jeśli to możliwe, marsz na stolicę regionu – Aduę. Jej zajęcie miało na celu wymuszenie na Etiopii zrzeczenia się praw do Hamasienu, w zamian za zwrot miasta. Na czele wyprawy stanął duński artylerzysta, Soren Adolph Arendrup, który nie miał doświadczenia bojowego, ale zgromadził efektywny międzynarodowy sztab. Przygotowane w wielkiej tajemnicy siły liczyły 16 kompanii elitarnej egipskiej piechoty, sześć kompanii regularnego wojska sudańskiego z Keren, sześć wyrzutni rakietowych i 12 górskich haubic. Już na miejscu Arendrup zrekrutował niewielki oddział kawalerii do celów rozpoznawczych; łącznie jego siły liczyły ok. 3500 dobrze wyposażonych żołnierzy.

## Ekspedycja
Zgromadziwszy z trudem dostateczną liczbę wielbłądów, jedynych dostępnych zwierząt jucznych, w październiku Arendrup wyruszył szybkim marszem w kierunku Aduy, nie zostawiając posterunków osłaniających tyły. Najprawdopodobniej liczył, że zaskoczy Etiopczyków, zanim dokończą mobilizację. Wysłał cztery kompanie piechoty i saperów z zadaniem budowania dróg, które na wyżynach praktycznie nie istniały. Teren był bardzo trudny, pocięty głębokimi na kilkaset metrów jarami i porośnięty kolczastymi zaroślami i gęstymi lasami; na szczytach płaskowyżów były liczne ufortyfikowane wioski, chrześcijańskie i muzułmańskie.
W końcu października Arendrup dotarł do Addi Kuala, gdzie dołączył do niego batalion sudański; założył tam bazę zaopatrzeniową chronioną przez dwie najsłabsze kompanie (jego ludzie bardzo cierpieli od trudów marszu i zimnej nocami pogody); oddzielił też dwie kolejne kompanie i trzy działa pod komendą Jacoba Ducholza do ochrony misji katolickiej, co pozostawiło mu ok. 2700 ludzi pod bezpośrednią komendą. Jego siły miały też słabe rozpoznanie, bo zaraza wybiła większość koni małego oddziału kawalerii.

## Bitwa
4 listopada Sudańczycy, tworzący straż przednią, odstraszyli niewielkie oddziały etiopskie; wracając, obrabowali lokalną karawanę, za co Arendrup odesłał ich dowódcę, doświadczonego żołnierza, do Keren, by tam oczekiwał sądu. Komendę nad awangardą przejął von Zishy, porywczy oficer, który optował, podobnie jak Arendrup za jak najszybszym marszem (inni oficerowie byli ostrożniejsi, wskazując na zmęczenie oddziałów i braki w zaopatrzeniu), który wcześniej dowodził kawalerzystami. Nawet kedyw sygnalizował, by ekspedycja poczekała na dalsze posiłki z Egiptu. 6 listopada von Zishy przepłoszył za Mereb 3000 etiopskich jeźdźców i w połowie miesiąca Egipcjanie dotarli do Gundet. Wioska położona jest w dolinie otwartej na Mereb, ale z pozostałych stron otoczonej przez bardzo strome, 200–300-metrowe zbocza; nierówny teren nie sprzyjał walce w zwartym szyku, maksymalnie wykorzystującym egipską przewagę ognia.
15 listopada siły egipskie podzielone były na kilka części: von Zishy na czele sześciu kompanii z dwoma działami wciąż ścigał wroga; na przełęczy Khaya Khor stał Ali Bej z pięcioma kompaniami i dwoma działami; sekcja Ducholza pracowała nad poprawą dróg dwa dni marszu za siłami głównymi Arendrupa, który podzielił swoje główne siły (11 kompanii, osiem dział), wydzielając z nich niewielkie oddziały do osłony flanki. Tymczasem Etiopczycy byli przygotowani i zmobilizowani do walki, którą uważali za świętą wojnę. Najniższe szacunki ich liczebności (15 tys. żołnierzy) dawały im wielokrotną przewagę nad wrogiem; najwyższe sięgały 70 tys.
O 9:00 rano 16 listopada Alula Yngydda, który skutecznie odciągał egipską awangardę, uderzył znienacka na maszerujące wąskim kanionem kompanie von Zishy’ego. Zasypani ogniem karabinowym Egipcjanie nie zdołali ustawić armat i zostali wycięci w walce wręcz. Arendrup, znajdujący się ok. 3 km w tyle, pospieszył im natychmiast na pomoc na czele dwóch kompanii piechoty – wpierw jednak nakazał oddziałom chroniącym skrzydła cofnąć się do Addi Kuala, przekazać polecenie zorganizowania obrony obozu i następnie ruszenia z odsieczą. Były to fatalne decyzje: zamiast okopać się na krawędzi płaskowyżu i wykorzystać przewagę ognia, Arendrup wprowadził swój niewielki oddział w drugą etiopską pułapkę – gwałtowny atak zniszczył jego siły w 25 minut.
Główne siły egipskie zgromadzone w Gundet zostały zaatakowane po południu i mimo zaciętej obrony zostały wybite. Łącznie Egipcjanie stracili ok. 2000 ludzi zabitych lub wziętych do niewoli. Etiopczycy stracili między 250 a 900 wojowników, zdobywając także 2500 nowoczesnych karabinów Remingtona i sześć haubic z zapasem amunicji, a także 70 tys. talarów Marii Teresy. Dowódcy, którzy cofnęli się do Addi Kuala dowiedzieli się o katastrofie, dopiero gdy nadciągnęła zwycięska armia etiopska. Pozorując negocjacje, porzucili zapasy i morderczym nocnym marszem umknęli do posterunku na Khaya Khor, dokąd dotarli 18 listopada. Wkrótce potem wycofali się dalej, nie próbując ratować sekcji Ducholza, który wszakże sam wycofał się i dotarł do Massauy przed nimi.

## Skutki
Wyprawa okazała się katastrofą. Siły główne zostały zniszczone, zginął głównodowodzący i liczni oficerowie, w tym syn premiera kedywa. W egipskich portach Morza Czerwonego zapanowała panika, którą rząd usiłował stłumić, przysyłając dodatkowe wojska do ich obrony. Egipska pozycja w Rogu Afryki osłabła, a Jana IV – wzrosła; liczni możnowładcy, o chwiejnej dotąd lojalności, skupili się wokół niego. Niemniej Ismail Pasza zadecydował o konieczności „ratowania honoru” i nakazał organizację nowej ekspedycji, która miała ruszyć wiosną następnego roku. Doprowadziło to ostatecznie do drugiej wielkiej bitwy tej wojny – pod Guray.